# Ґюнтер Гаріц
Ґюнтер Гаріц (нім. Günter Haritz, 16 жовтня 1948) — німецький велогонщик.
Олімпійський чемпіон 1972 року в командній гонці переслідування.